# Emmanuel de Merode

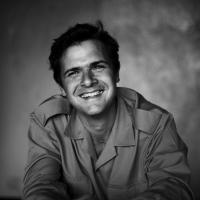
Emmanuel de Merode – 2013

Emmanuel de Merode (* 5. Mai 1970 in Karthago, Tunesien) ist ein belgischer Adliger und seit 2008 der Direktor des Virunga Nationalparks in der Demokratischen Republik Kongo. Bekanntheit erlangte er unter anderem durch den Dokumentarfilm Virunga, der auf Netflix erschienen ist und für den Oscar in der Kategorie „Bester Dokumentarfilm“ nominiert wurde.

## Hintergrund
Emmanuel de Merode wurde 1970 in Karthago, Tunesien geboren und wuchs in Kenia auf. Er ist der zweite Sohn von Charles Guillaume, Prince (Fürst) de Merode und seiner Ehefrau Princesse Hedwige de Ligne. Die Familie Merode ist eine der zwei ältesten und einflussreichsten Hochadelsfamilien Belgiens. Er hat einen Ph.D.-Abschluss in Anthropologie des University College London.

## Karriere
Emmanuel de Merode ist Anthropologe, Pilot und Naturschützer. Er engagiert sich gegen den Bushmeathandel und für bedrohte Tierarten in Zentral- und Ostafrika. Er setzt sich für die Arbeit von Nationalparkrangern in Afrika ein und führt die Ranger des Virunga-Nationalparks im Osten der Demokratischen Republik Kongo. Während des Bürgerkriegs gelang es ihm den Schutz des Nationalparks teilweise aufrechtzuerhalten. Er schrieb 14 wissenschaftliche Bücher und war einer der Autoren des Buches Virunga: The Survival of Africa’s First National Park.
Am 1. August 2008 wurde er von der kongolesischen Regierung zum Direktor des Virunga Nationalparks ernannt. Nachdem er der kongolesischen Flagge seine Loyalität geschworen hatte, wurde er der erste Ausländer, der gerichtliche Entscheidungen in Kongo treffen durfte. Mittlerweile lebt Merode in Rumangabo, dem Hauptquartier des Nationalparks. Für ihn arbeiten hier etwa 680 Parkwächter. Seine Arbeit dient hauptsächlich der Erhaltung des Nationalparks und seiner außergewöhnlichen Tierwelt. Einige der Tierarten des Parks sind vom Aussterben bedroht, wie zum Beispiel die Berggorillas, die Okapis, die Elefanten und die Schimpansen. Ein wesentlicher Erfolg gelang ihm durch Vermittlung einer Vereinbarung zwischen der Regierung und dem Rebellenführer Laurent Nkunda. Dabei einigte man sich darauf, dass die Lebensräume der Berggorillas von den Bürgerkriegsparteien nicht beschädigt werden und die Parkranger auch im Gebiet der Rebellen patrouillieren dürfen.
In der anhaltenden Unsicherheit durch die fortwährend gewaltsamen Konflikte im Osten des Kongo ist es auch ein Anliegen Merodes die wirtschaftliche Entwicklung der Region voranzutreiben, um die Region zu stabilisieren. 2013 unterstützte er den Start der Virunga Allianz, um die Nachkriegswirtschaft des östlichen Kongos als ein Instrument für den Wiederaufbau des Friedens zu nutzen. Die Initiative setzt sich aus 127 lokalen Unternehmen des privaten Sektors, Zivilgesellschaften und Regierungsstellen zusammen, die durch die Entwicklung des Tourismus, den Ausbau der Elektrifizierung, Fischerei und Landwirtschaft zur nachhaltigen Sicherstellung der Ressourcen des Parks sorgen sollen.
Bei seiner Vereidigungszeremonie hat sich Merode wie folgt geäußert: „Die Intensität des Konflikts in und um den Park ist beängstigend, aber es ist ein großes Privileg, neben solch einer hingebungsvollen und mutigen Mannschaft von Rangern zu arbeiten. Ich habe vollstes Vertrauen in unsere Fähigkeit, eine Zukunft für den Park zu sichern, um zu gewährleisten, dass er einen positiven Beitrag zum Leben der Leute im Norden Kivus beiträgt.“

## Attentat
Am 15. April 2014 wurde Emmanuel de Merode auf dem Rückweg von Goma nach Rumangabo von bisher unbekannten Tätern angegriffen und durch Schüsse in den Bauch und in die Beine verletzt. Er überlebte, konnte mithilfe der Anwohner den Tatort verlassen und wurde im Krankenhaus in Goma operiert. Die Ermittlungen der Motive und der Identität der Angreifer wurden von den kongolesischen Behörden übernommen, sind aber bis heute unklar.
Merode kehrte am 22. Mai 2014 wieder zum Virunga-Nationalpark zurück und setzt seitdem seine Arbeit als Parkdirektor fort.

## Familie
Merode heiratete Louise Leakey, eine Paläontologin aus Kenia, im Jahre 2003. Sie haben zwei gemeinsame Töchter.

## Auszeichnungen
2015 erhielt Merode als einer von zwei Preisträgern, den mit insgesamt 50.000 Euro dotierten KfW-Bernhard-Grzimek-Preis für seine Arbeit im Virunga-Nationalpark.